# Tour der südafrikanischen Rugby-Union-Nationalmannschaft nach Frankreich 1974
| Tour der Springboks nach Frankreich 1974 | Tour der Springboks nach Frankreich 1974 | Tour der Springboks nach Frankreich 1974 | Tour der Springboks nach Frankreich 1974 | Tour der Springboks nach Frankreich 1974 |
| Übersicht                                | S                                        | G                                        | U                                        | N                                        |
| ---------------------------------------- | ---------------------------------------- | ---------------------------------------- | ---------------------------------------- | ---------------------------------------- |
| Test Matches                             | 2                                        | 2                                        | 0                                        | 0                                        |
| Sonstige Spiele                          | 7                                        | 6                                        | 0                                        | 1                                        |
| Gesamt                                   | 9                                        | 8                                        | 0                                        | 1                                        |
|                                          |                                          |                                          |                                          |                                          |
| Frankreich                               | 2                                        | 2                                        | 0                                        | 0                                        |

Die Tour der südafrikanischen Rugby-Union-Nationalmannschaft nach Frankreich 1974 umfasste eine Reihe von Freundschaftsspielen der Springboks, der Nationalmannschaft Südafrikas in der Sportart Rugby Union. Das Team reiste im November und Dezember 1974 durch Frankreich und bestritt neun Spiele. Dazu gehörten zwei Test Matches gegen die französische Nationalmannschaft und sieben weitere Begegnungen mit Auswahlteams. Die Springboks entschieden acht Spiele für sich, darunter beide Test Matches.

## Spielplan
- Hintergrundfarbe grün = Sieg
- Hintergrundfarbe rot = Niederlage

(Test Matches sind grau unterlegt; Ergebnisse aus der Sicht Südafrikas)
| # | Datum             | Gegner             | Ort              | Stadion               | Ergebnis |
| - | ----------------- | ------------------ | ---------------- | --------------------- | -------- |
| 1 | 06. November 1974 | France Sud-Est     |                  |                       | 10:7     |
| 2 | 09. November 1974 | Alpes              |                  |                       | 25:12    |
| 3 | 13. November 1974 | Périgord-Agenais   |                  |                       | 16:3     |
| 4 | 16. November 1974 | France 2e division |                  |                       | 36:4     |
| 5 | 20. November 1974 | Auvergne-Limousin  | Clermont-Ferrand | Stade Marcel-Michelin | 29:10    |
| 6 | 23. November 1974 | Frankreich         | Toulouse         | Stadium Municipal     | 13:4     |
| 7 | 27. November 1974 | France Sud-Ouest   | Angoulême        | Stade Chanzy          | 4:7      |
| 8 | 30. November 1974 | Frankreich         | Paris            | Parc des Princes      | 10:8     |
| 9 | 04. Dezember 1974 | France Nord        | Reims            |                       | 27:19    |

## Test Matches
| 16. November 1974 | Frankreich          | 4 : 13        | Südafrika                                          | Stadium Municipal, Toulouse Zuschauer: 15.421 Schiedsrichter: Norman Sanson (Schottland) |
| 16. November 1974 | Versuche: Bertranne | (0:7) Bericht | Versuche: Stapelberg Straftritte: Bosch (2) Fourie | Stadium Municipal, Toulouse Zuschauer: 15.421 Schiedsrichter: Norman Sanson (Schottland) |

Aufstellungen:
- Frankreich: Jean-Michel Aguirre, Jean-Louis Azarete, Roland Bertranne, Victor Boffelli, Claude Dourthe, Alain Estève, Jean-Martin Etchenique, Jacques Fouroux , Jean-François Gourdon, Alain Paco, Jean-Pierre Romeu, Olivier Saïsset, Georges Senal, Claude Spanghero, Armand Vaquerin
- Südafrika: Paul Bayvel, Niek Bezuidenhout, Gerald Bosch, Robert Cockrell, Morné du Plessis, Jan Ellis, Carel Fourie, Klippies Kritzinger, Hannes Marais , Kol Oosthuizen, Ian Robertson, Dawie Snyman, Willem Stapelberg, Johannes van Heerden, John Williams

| 16. November 1974 | Frankreich                | 8 : 10        | Südafrika                                   | Parc des Princes, Paris Zuschauer: 34.169 Schiedsrichter: (Irland) |
| 16. November 1974 | Versuche: Dourthe Gourdon | (4:3) Bericht | Versuche: Stapelberg Straftritte: Bosch (2) | Parc des Princes, Paris Zuschauer: 34.169 Schiedsrichter: (Irland) |

Aufstellungen:
- Frankreich: Jean-Michel Aguirre, Jean-Pierre Bastiat, Roland Bertranne, Victor Boffelli, Henri Cabrol, Claude Dourthe, Michel Droitecourt, André Dubertrand, Alain Estève, Jacques Fouroux , Jean-François Gourdon, Alain Paco, Olivier Saïsset, Georges Senal, Armand Vaquerin 
 Auswechselspieler: Jean Iraçabal, Jean-Pierre Romeu
- Südafrika: Paul Bayvel, Niek Bezuidenhout, Gerald Bosch, Robert Cockrell, Morné du Plessis, Jan Ellis, Carel Fourie, Klippies Kritzinger, Hannes Marais , Kol Oosthuizen, Ian Robertson, Dawie Snyman, Willem Stapelberg, Johannes van Heerden, John Williams 
 Auswechselspieler: André Bestbier